# مادغ (ويسكونسن)
مادغ (بالإنجليزية: Madge, Wisconsin)‏ هي بلدة تقع بولاية ويسكونسن في الولايات المتحدة. تبلغ مساحتها 88.2 (كم²)، وترتفع عن سطح البحر 370 م، بلغ عدد سكانها 454 نسمة في عام 2000 حسب إحصاء مكتب تعداد الولايات المتحدة وتصل الكثافة السكانية فيها 5.5 نسمة/كم2.

## وصلات خارجية
- http://www.townofmadge.com
- The US50 - Cities and Towns in Wisconsin State
- Wisconsin Cities and Towns, Facts, Map, Flag, Colleges, Government, and More